# Tetranychus rhagodiae
Tetranychus rhagodiae är en spindeldjursart som beskrevs av Miller 1966. Tetranychus rhagodiae ingår i släktet Tetranychus och familjen Tetranychidae. Inga underarter finns listade i Catalogue of Life.